# Літературна Немирівщина
Музей «Літературна Немирівщина» (Комунальний заклад «Музей «Літературна Немирівщина» Немирівської міської ради Вінницької області) заснований 08 травня 1991 року.
Музей внесений до переліку музеїв, в яких зберігаються музейні предмети, що є державною власністю.
Розташований за адресою: Вінницька область, м. Немирів, вул. Соборна, буд. 185.

## Експозиція
Фонди музею налічують понад 1000 одиниць.
Експонати розміщені у чотирьох залах.
Перша зала представляє інформацію про уродженця Немірова, Миколу Некрасова.
У другій залі знаходяться експонати, що розповідають про життя та творчість композитора Миколи Леонтовича, письменників: 
Марка Вовчка, Грігорія Мачтета, Зінаїди Тулуб, Миколи Трублаїні.
У третій залі розміщені експонати, присвячені Миколі Луківу, Івану Волошенюку, Олексі Шеренговому, Григорію Усачу, іншим письменникам та літераторам Вінниччини.  
Також у цій залі представлені картини художника Георгія Малакова.
У четвертій залі облаштована вітальня, в який проводяться різноманітні культурні заходи.

## Діяльність
Працівниками музею проводяться тематичні екскурсії, виставки творів як відомих авторів, так і письменників-початківців Немирівщини, заходи з нагоди святкування визначних дат.
Також у приміщенні музею проходять літературні зустрічі, здійснює діяльність літературно-мистецький клуб «Сузір'я».